# Albas, Aude

Albas este o comună în departamentul Aude din sudul Franței. În 1 ianuarie 2022 avea o populație de 78 de locuitori.